# Gian-Carlo Rota
Gian-Carlo Rota   (Vigevano, 27 d'abril de 1932 - Cambridge, 18 d'abril de 1999) va ser un matemàtic italo-estatunidenc.

## Vida i Obra
Rota va néixer a Vigevano (Itàlia), fill d'un arquitecte i enginyer civil radicalment oposat al govern feixista italià. Per aquest motiu va ser inclòs en la llista negra i, per evitar represàlies, va marxar cap a les muntanyes. a la localitat de Rimella i, poc després, va passar amb la família cap s Suïssa. El 1946, la família va emigrar a l'Equador, on el jove va estudiar al Colegio Americano de Quito. Gràcies a tots aquests moviments el jove parlava de forma fluïda l'italià, l'anglès, el castellà i el francès i llegia amb facilitat l'alemany i el llatí. El 1950 va ingressar en la universitat de Princeton en la qual es va graduar el 1953, i a continuació va començar els estudis de postgrau a la universitat Yale. El 1956 obté el doctorat amb una tesi sobre operadors diferencials dirigida per Jacob Schwartz.
El curs següent, 1956-57, va ser assistent a l'Institut Courant de la universitat de Nova York i els dos cursos següents a la universitat Harvard. El 1959 va ser nomenat professor del Massachusetts Institute of Technology (MIT) en el qual va romandre fins a la seva mort el 1999, excepte els cursos 1965-1967 en els quals va estar a la universitat Rockefeller de Nova York. Al MIT va impartir també classes de filosofia, a més de les de matemàtiques.
Rota va establir profundament les directrius de la recerca en teoria combinatòria contemporània des del seu primer article sobre aquest tema publicat el 1964: Foundations of Combinatorial Theory. Els seus treballs anteriors havien estat sobre teoria d'operadors, equacions diferencials i teoria ergòdica.
En el camp filosòfic, va ser molt crític amb la filosofia analítica i va presentar una personal reinterpretació de la fenomenologia basada en els conceptes de Heidegger de context i eina.
El 1980 va ser el fundador de la revista Advances in Applied Mathematics.